# Coupe du monde de saut à ski 2012-2013
Navigation
Édition précédente Édition suivante
La coupe du monde de saut à ski 2012-2013 est la 34e édition de la coupe du monde de saut à ski pour les messieurs et la 2e saison pour les dames, compétition de saut à ski organisée annuellement. Elle se déroule du 23 novembre 2012 au 24 mars 2013.

## Calendrier
Après les premières épreuves internationales mixte en Grands Prix de l'été 2012, la saison hivernale débute avec la toute première épreuve de Coupe du Monde par équipe mixte le 23 novembre 2012 sur le tremplin HS 100 de Lysgårds à Lillehammer.
Les épreuves masculines de Coupe du monde commencent par le concours de Lillehammer le 24 novembre sur ce même tremplin HS 100. Comme l'année précédente, le premier concours féminin de la saison a lieu en même temps : les manches des compétitions hommes et dames sont intercalées, pour favoriser une retransmission télévisée continue. Cette année ce concours masculin est lui aussi le premier de la saison, le rendez-vous de Lillehammer est le véritable lancement de toute la saison internationale de saut à ski.
| \| Klingenthal Ruka Lillehammer Sotchi Engelberg Oberstdorf Garmisch Innsbruck Bischofshofen Wisla Zakopane Willingen Harrachov Vikersund Lahti Kuopio Trondheim Oslo Planica \| Sites des compétitions (Hormis Sapporo, Japon) |
| Klingenthal Ruka Lillehammer Sotchi Engelberg Oberstdorf Garmisch Innsbruck Bischofshofen Wisla Zakopane Willingen Harrachov Vikersund Lahti Kuopio Trondheim Oslo Planica                                                      |

Femmes
Après les premières épreuves internationales mixte en Grands Prix de l'été 2012, la saison hivernale débute avec la toute première épreuve de Coupe du Monde par équipe mixte le 23 novembre 2012 sur le tremplin HS 100 de Lysgårds à Lillehammer.
Les épreuves féminines de Coupe du monde commencent par le concours de Lillehammer le 24 novembre sur ce même tremplin HS 100. Comme l'année précédente, un concours masculin a lieu en même temps : les manches des compétitions hommes et dames sont intercalées, pour favoriser une retransmission télévisée continue. Cette année, ce concours masculin est lui aussi le premier de la saison, le rendez-vous de Lillehammer est le véritable lancement de toute la saison internationale de saut à ski.
La suite de la compétition est prévue en Russie à Krasnaïa Poliana, où ce sont les premières coupes du monde sur le tremplin olympique RusSki Gorki HS 106 des Jeux olympiques d'hiver de 2014 de Sotchi. Les sauteuses retrouvent ici les sauteurs qui eux aussi participent à deux coupes du monde à Krasnaïa Poliana aux même dates sur le même tremplin.
La saison se poursuit en Autriche à Ramsau en Allemagne puis à Schonach-Schönwald où ces concours féminins se déroulent concomitamment à des épreuves de coupe du monde de combiné nordique ; la suite a lieu sur le proche tremplin d'Hinterzarten, puis au Japon à Sapporo et Zao, et en Slovénie à Ljubno. La coupe fait ensuite une pause pour laisser place aux Championnats du monde de saut à ski 2013 à Predazzo.
L'épreuve suivante se déroule en Norvège à Trondheim sur le HS 105 de Granåsen, où les hommes sautent également pour une coupe du monde le même jour. Puis, pour la première fois en coupe du monde féminine, un concours a lieu sur gros tremplin : les 30 premières sauteuses participent au concours final sur le tremplin HS 134 d'Holmenkollen le 17 mars, avec les manches intercalées avec le concours masculin, et le même jour que la finale de Coupe du monde de combiné nordique. Toutefois, les sauteurs se retrouvent ensuite à Planica pour le traditionnel final de vol à ski.

## Favoris
Hommes
Femmes
À l'approche de la date d'ouverture, la favorite de cette saison 2013 est la détentrice du Globe de cristal 2012 Sarah Hendrickson,,,, forte de ses neuf victoires sur treize épreuves lors de la saison 2012, avec quelques doutes pour certains car elle se remet d'une opération au genou. Les autres sauteuses favorites sont ensuite Daniela Iraschko et Sara Takanashi,,,,, puis dans une moindre mesure Lindsey Van,,, Ulrike Graessler,, Jacqueline Seifriedsberger, Coline Mattel, Anette Sagen, et la surprise de l'été 2012 Alexandra Pretorius.

## Déroulement de la saison
Hommes
L'épreuve d'ouverture le 23 novembre 2012 à Lillehammer est le premier concours hivernal par équipe mixte : l'équipe autrichienne favorite perd ses chances dès la première manche avec la disqualification d'Andreas Kofler pour combinaison non conforme. L'équipe de Norvège gagne « à domicile » (Maren Lundby, Tom Hilde, Anette Sagen et Anders Bardal), suivie du Japon (Yūki Itō, Yuta Watase, Sara Takanashi et Taku Takeuchi) et de l'Italie (Elena Runggaldier, Andrea Morassi, Evelyn Insam et Sebastian Colloredo).

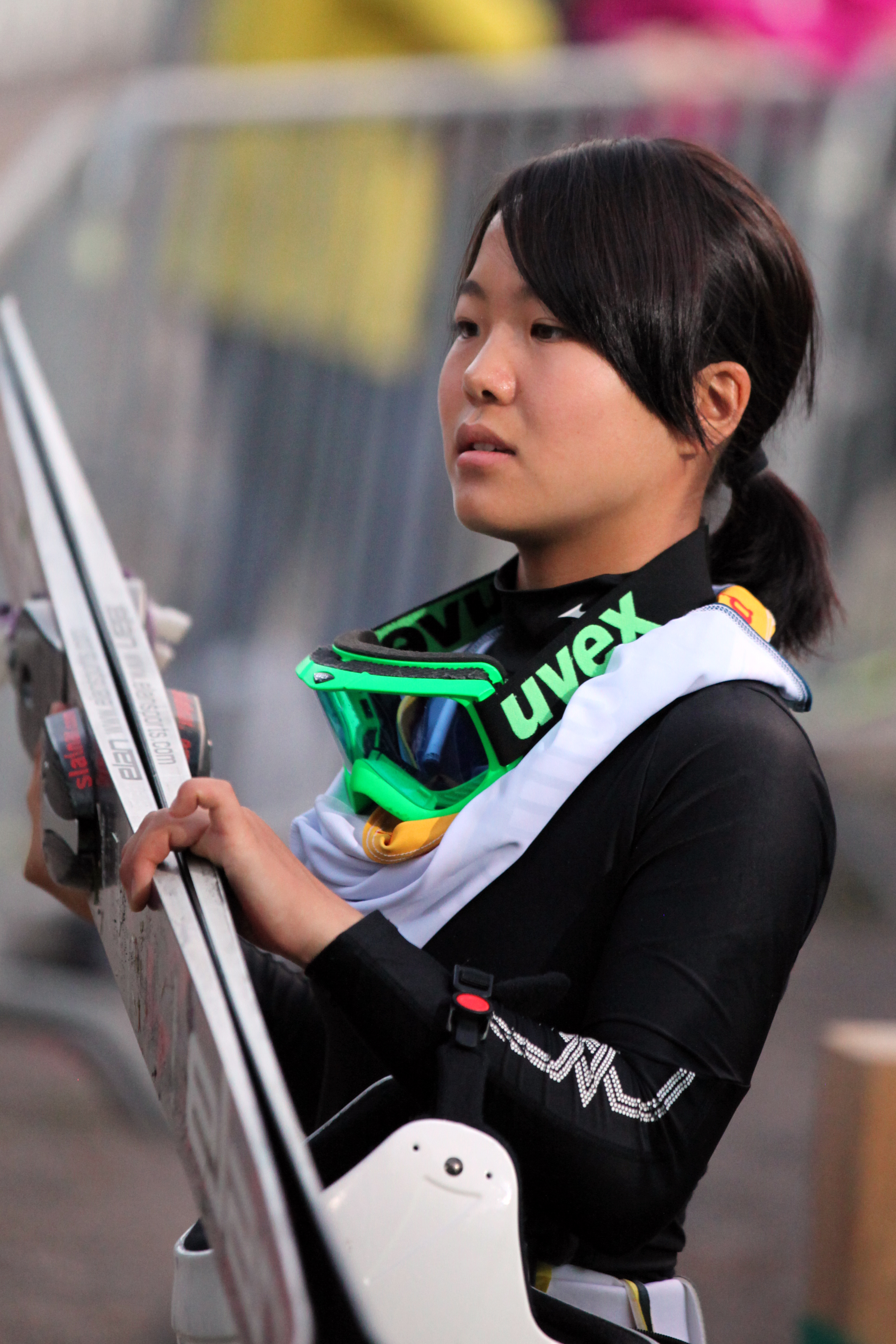
Sara Takanashi, gagnante de la Coupe du monde 2013

Femmes

### Première étape: Lillehammer

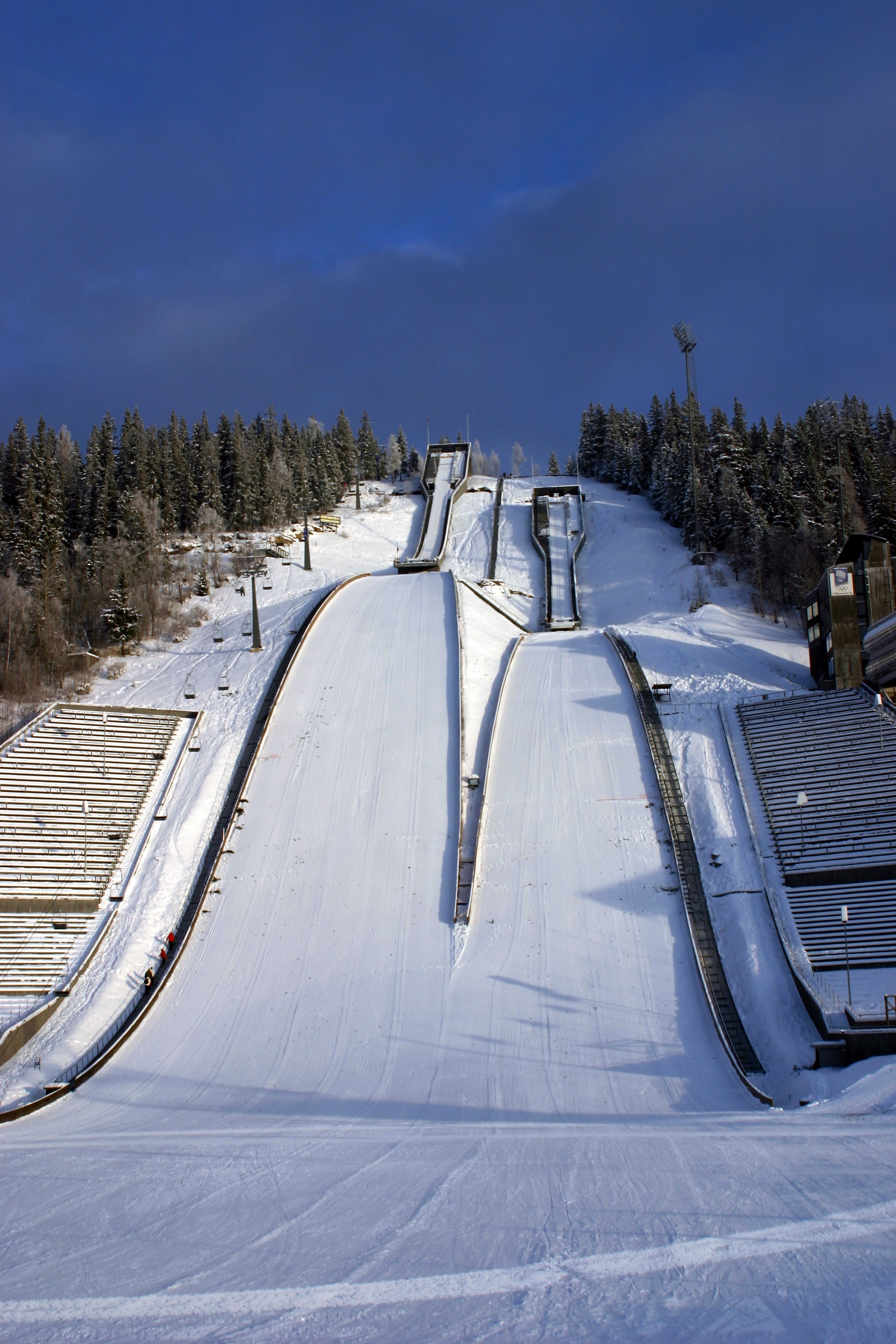
Le tremplin de Lysgårds à Lillehammer

L'épreuve d'ouverture le 23 novembre 2012 à Lillehammer est le premier concours hivernal par équipe mixte : l'équipe autrichienne favorite perd ses chances dès la première manche avec la disqualification d'Andreas Kofler pour combinaison non conforme. Malgré une chute d'Anette Sagen au deuxième saut, l'équipe de Norvège gagne « à domicile » (Maren Lundby, Tom Hilde, Anette Sagen et Anders Bardal), suivie du Japon (Yūki Itō, Yuta Watase, Sara Takanashi et Taku Takeuchi) et de l'Italie qui est la surprise de ce concours (Elena Runggaldier, Andrea Morassi, Evelyn Insam et Sebastian Colloredo), et prend la troisième place en partie grâce à la bonne performance d'Evelyn Insam qui fait le saut le plus long du concours, et malgré une chute de Colloredo à son dernier saut.
Le lendemain 24 novembre, le concours est précédé pour la première fois par l'épreuve de qualification : plus de cinquante sauteuses sont présentes, avec 57 inscrites. C'est Evelyn Insam qui remporte cette épreuve de qualification, devant Jacqueline Seifriedsberger et Maren Lundby. Dans un concours très disputé où huit sauteuses peuvent encore prétendre au podium après le premier saut (6 points de retard seulement de Carina Vogt huitième sur Sarah Hendrickson en tête), les favorites sont au rendez-vous, à l’exception d'Alexandra Pretorius disqualifiée dès la première manche, et d'Ulrike Graessler qui ne se qualifie pas pour la seconde manche. La gagnante est finalement Sara Takanashi (meilleure deuxième manche), suivie par Sarah Hendrickson, et Anette Sagen à la troisième place. Elles sont rejointes par Carina Vogt (4e), et Evelyn Insam (5e), qui en réalisant 103 mètres confirme ses performances des qualifications et du concours par équipe, et prend le record féminin du tremplin HS 100 de Lysgårds. Viennent ensuite Iraschko, Mattel, Van et Seifriedsberger.

### Deuxième étape: première coupe du monde à Sotchi
L'étape russe de la coupe du monde se déroule sur le tremplin olympique RusSki Gorki HS 106, d'ailleurs le seul de Krasnaïa Poliana à être enneigé en ce début décembre doux et pluvieux, grâce à de la neige stockée depuis les années précédentes. Nul besoin d'épreuves de qualification, les sauteuses ayant fait le déplacement en Russie n'étant que quarante-six.
Les favorites sont au rendez-vous du concours du 8 décembre 2012, à l’exception d'Ulrike Graessler seulement 27e, d'Alexandra Pretorius qui manque la qualification pour le deuxième saut de 0,2 point, et de Lindsey Van qui tombe et manque également la deuxième manche. Sarah Hendrickson gagne devant Sara Takanashi, deuxième, qui prend le record de ce nouveau tremplin avec 106 mètres, et Anette Sagen troisième ; viennent ensuite Daniela Iraschko quatrième malgré un deuxième saut en retrait, ex æquo avec Coline Mattel. Evelyn Insam confirme ses résultats de Lillehammer avec la sixième place, puis viennent Jacqueline Seifriedsberger, Carina Vogt (meilleure Allemande), et Katja Požun (meilleure Slovène).
Le lendemain 9 décembre 2012, pour la première fois en coupe du monde féminine, la victoire est partagée par deux sauteuses : comme la veille, Iraschko et Mattel sont ex æquo, mais sur la plus haute marche du podium cette fois ; elles sont rejointes sur le podium par Sara Takanashi troisième, viennent ensuite Seifriedsberger et Vogt, puis Van sixième, qui remonte de la vingt-et-unième place de la première manche grâce au troisième meilleur saut de la deuxième manche. Sa compatriote Hendrickson suit le chemin inverse, septième après avoir été cinquième de la première manche, mais qui ne fait que seizième du deuxième saut : sa série de treize podiums individuels en Coupe du Monde est interrompue. Anja Tepeš pointe à la huitième place (première Slovène) et fait son meilleur résultat en coupe du monde ; Sagen est onzième, Pretorius quinzième. Insam échoue cette fois à se qualifier pour le deuxième saut, Graessler également et ne prend que la trente-septième place de ce concours.
Au classement général de la coupe du monde, Takanashi devance Hendrickson de 24 points, puis viennent Iraschko, Mattel, Sagen puis Vogt.

### Troisième étape: Ramsau
La quatrième épreuve de la coupe du monde féminine 2012-2013 a lieu sur le tremplin HS 98 
Mattensprunganlage de Ramsau que la plupart des sauteuses connaissent bien pour s'y entraîner parfois, notamment avant le récent voyage en Russie. Les favorites de ce concours sont Hendrickson, Takanashi, Mattel, et les sauteuses autrichiennes Iraschko et Siefriedsberger devant leur public. L'épreuve de qualification est remportée par l'Américaine Alissa Johnson devant sa compatriote Jessica Jerome ; parmi les neuf premières, figurent cinq Slovènes, la sixième pointant à la treizième place.
Le 14 décembre à la première manche, Mattel est en tête devant Maja Vtič et Jessica Jerome ; les sauteuses les plus attendues sont en retrait, avec Takanashi quatrième, Van cinquième (ex æquo avec Anja Tepeš dont c'est alors le meilleur saut en coupe du monde), Hendrickson septième, Iraschko neuvième, Vogt onzième, Siefriedsberger treizième, Sagen quatorzième. Evelyn Insam fait le plus long saut avec 90 mètres, mais tombe et ne se place qu'à la vingt-et-unième place. Lors de la deuxième manche, le meilleur saut est effectué par Takanashi qui dépasse Mattel et gagne le concours grâce à ses notes de style, ; Tepeš (quatorzième de la manche, neuvième au classement final, meilleure Slovène) et Vtič (vingt-cinquième de la manche, treizième au classement final) ne confirment pas, Iraschko remonte de la neuvième à la troisième place, Siefriedsberger de la treizième à la sixième, Sagen de la quatorzième à la huitième. Lindsey Van, quatrième du concours et Jessica Jerome cinquième font leur meilleur résultat de la saison.
Sara Takanashi conforte sa place de leader de la coupe du monde ; Coline Mattel (deuxième) réussi à devancer Sarah Hendrickson (troisième) et Daniela Iraschko (quatrième) ; viennent ensuite Anette Sagen, Jacqueline Siefriedsberger, Carina Vogt et Lindsey Van.

### Étape en Foret-Noire: Schonach

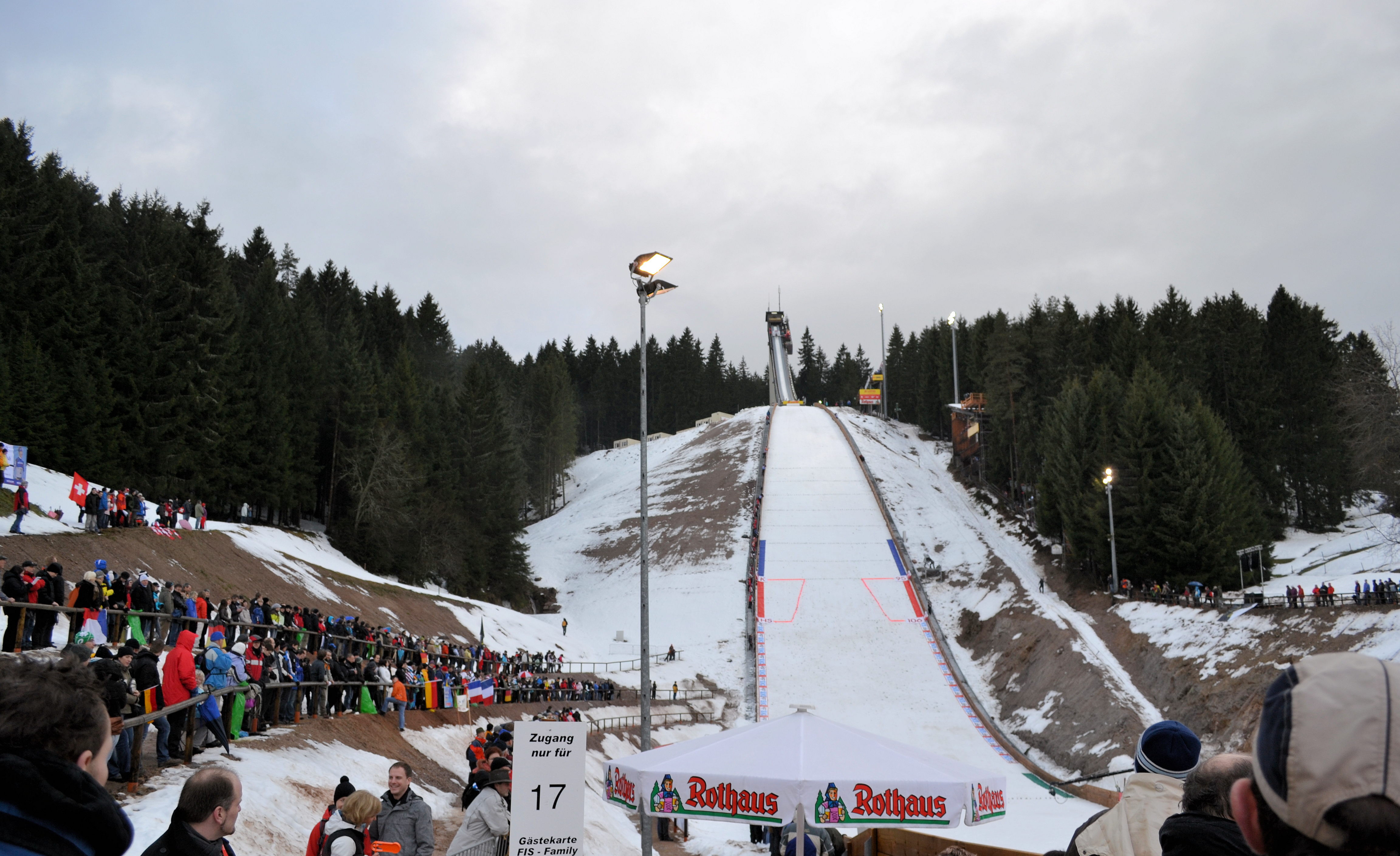
Le tremplin de Langenwald de Schonach

Les épreuves des 5 et 6 janvier 2013 sont comme à l'habitude organisés avec des épreuves Coupe du monde de combiné nordique, conjointement par les ski-clubs de Schonach et de Schönwald ; les concours ont lieu sur le tremplin de Langenwald à Schonach. C'est Katja Požun qui remporte l'épreuve de qualification du vendredi 4 janvier, qui voit également les dix sauteuses allemandes être qualifiées. Les dix sauteuses pré-qualifiées (en raison de leurs places dans les dix premières du classement de la coupe) dépassent toutes les 90 mètres, et sont favorites pour les concours de samedi et dimanche.
Sous la pluie, le concours du samedi est remporté par Sara Takanashi qui réalise les deux plus longs sauts de la journée ; elle confirme son statut de grande favorite, et gagne devant Evelyn Insam qui monte pour la première fois sur un podium individuel de Coupe du monde, et devant les Autrichiennes Daniela Iraschko et Jacqueline Seifriedsberger qui se partagent la troisième place. Viennent ensuite Sagen, Požun et Maja Vtič, puis Carina Vogt, Line Jahr qui prend la neuvième place malgré un saut au 18e rang lors de la deuxième manche, et Maren Lundby qui remonte de la 20e place de la première manche pour prendre la 10e place finale (6e de la deuxième manche). Sarah Hendrickson et Coline Mattel sautent en dessous de leurs attentes, et ne prennent que les onzièmes et douzième places.
Le dimanche, sans pluie mais dans le brouillard, Sagen saute le plus loin lors de la première manche avec 98 mètres ; elle prend le record du tremplin, mais Mattel est en tête à la faveur des points de style ; viennent ensuite Insam et Iraschko, Hendrickson est sixième, et Takanashi seulement neuvième. C'est finalement Anette Sagen qui gagne le concours, Daniela Iraschko est deuxième à 0,6 points, et Coline Mattel troisième. Les meilleures performances de la deuxième manche sont réalisées par Takanashi et Hendrickson, elles remontent aux quatrième et cinquième places. Avec cette quatrième place, Sara Takanashi rompt une série de ininterrompue de douze podiums individuels consécutifs en Coupe du Monde, la plus longue série étant celle de Sarah Hendrickson avec treize podiums consécutifs.

### Deuxième étape en Foret-Noire: Hinterzarten

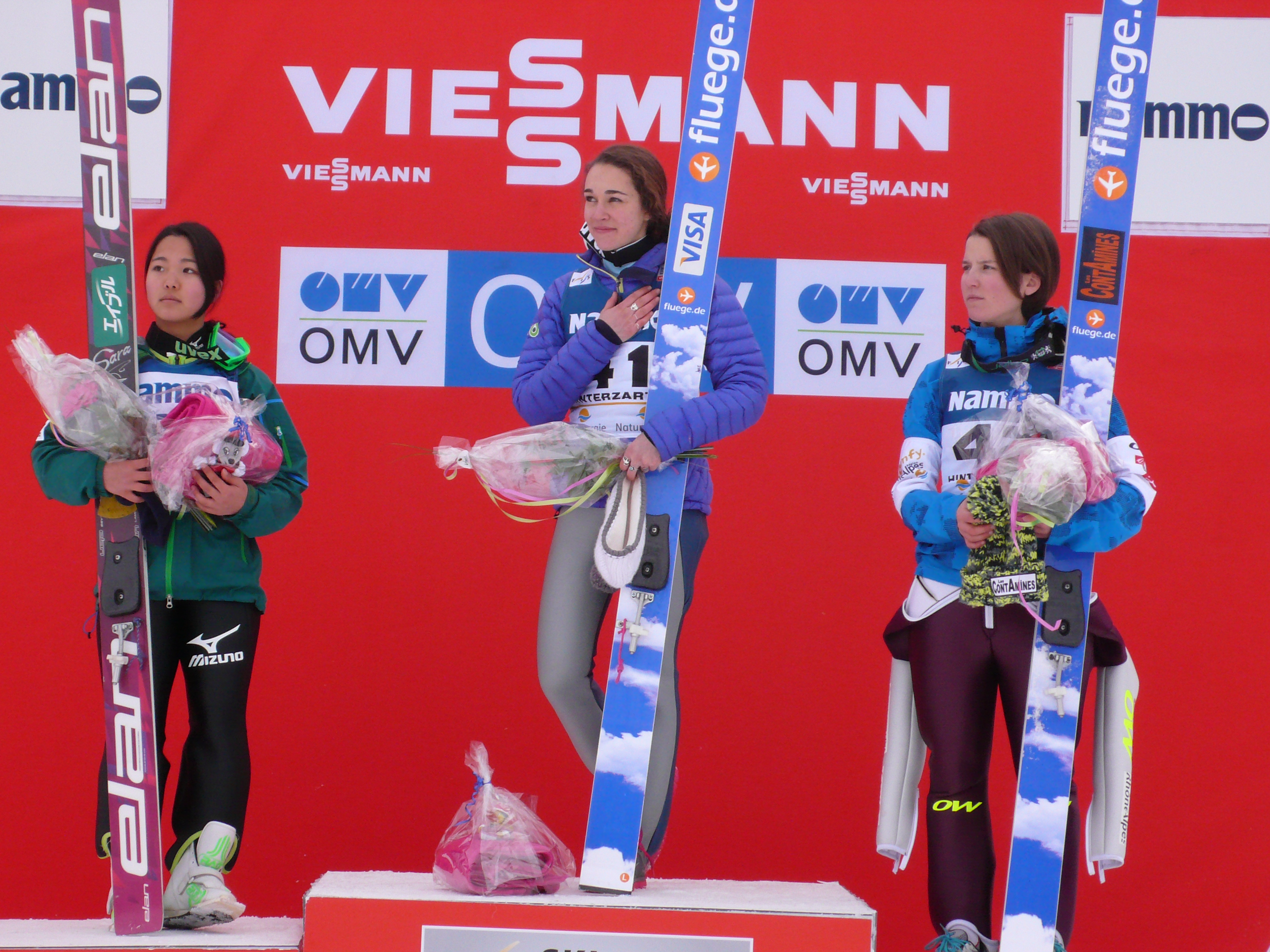
Le podium du 12 janvier : Hendrickson, Takanashi, Mattel.

Les entraînement préalables au concours du 12 janvier à Hinterzarten laissent entrevoir un duel pour la victoire entre Sara Takanashi et Sarah Hendrickson, mais c'est Coline Mattel qui pointe en tête de la première manche, devant les deux favorites, avec Sagen en quatrième place, puis Jacqueline Seifriedsberger et Katja Požun sixième à moins de quatre point de la première. Daniela Iraschko réalise un saut de 98 mètres qui la place potentiellement en bonne place, mais elle tombe et se blesse gravement au genou ; cette blessure va la tenir éloignée des tremplins pendant au moins tout l'hiver. C'est finalement Hendrickson qui gagne, devant Takanashi puis Mattel ; suivent Seifriedsberger, Požun, Sagen, puis Evelyn Insam septième qui remonte de la douzième place grâce à la troisième performance de la deuxième manche.

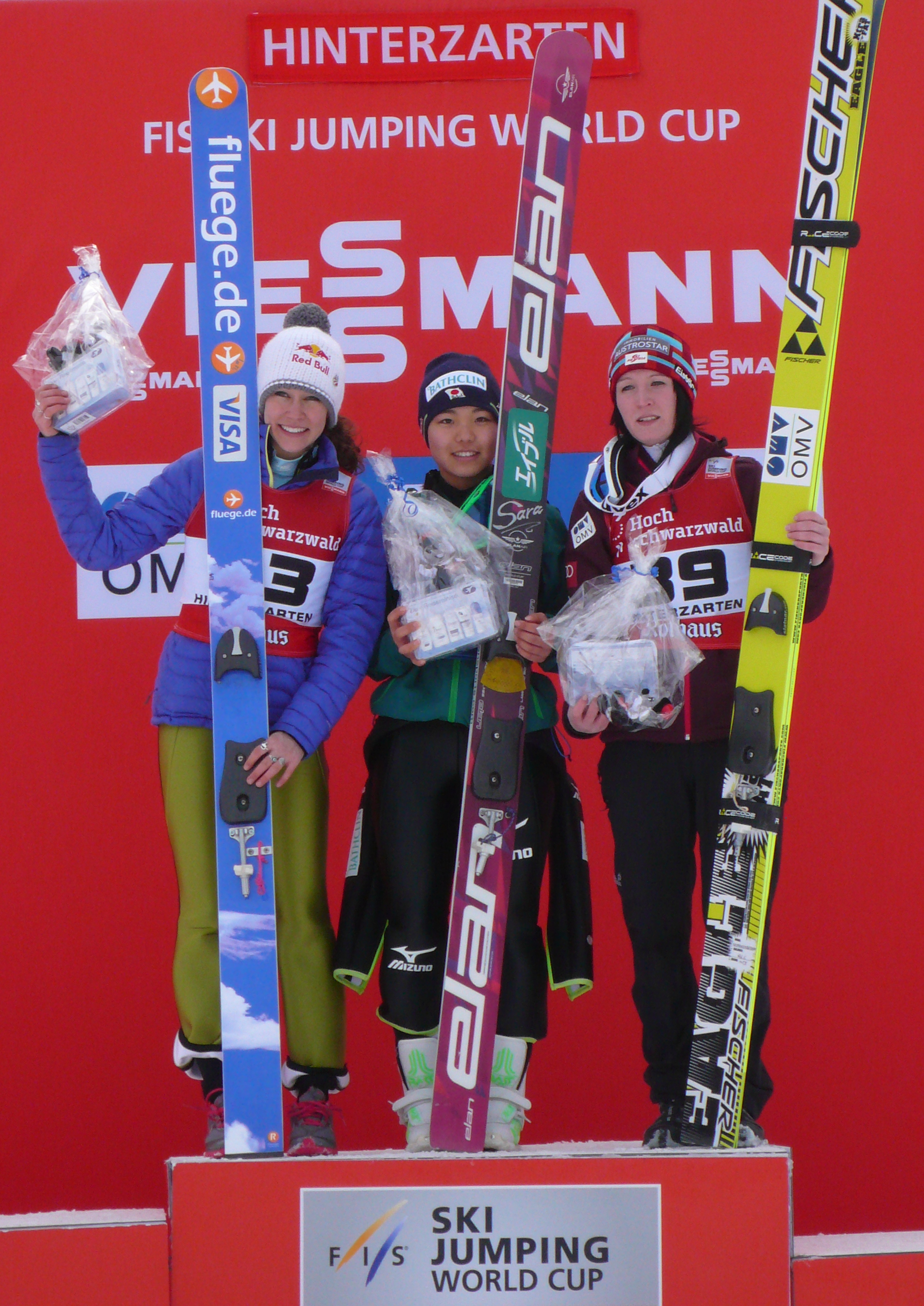
Le podium du 13 janvier : Takanashi, Hendrickson, Seifriedsberger.

Le dimanche 13 janvier sur ce même tremplin Rothaus d'Hinterzarten, les deux favorites Hendrickson et Takanashi sont de nouveau devancée lors de la première manche, cette fois par Jacqueline Seifriedsberger. Sagen est quatrième, puis Mattel, Insam et Linsdey Van. Avec un saut de 105 mètres à la deuxième manche, Sara Takanashi assure sa victoire devant Hendrickson, Seifriedsberger est troisième, Sagen quatrième, Insam cinquième et Mattel sixième.
À l'issue de ce huitième concours qui marque la mi-saison, Sara Takanashi a porté son avance en tête du classement provisoire de la Coupe du Monde à 169 points devant Sarah Hendrickson deuxième, qui a dépassé Coline Mattel troisième. Sagen est quatrième, devant Daniela Iraschko qui rétrograde : elle avait temporairement occupé la deuxième place, mais son total de 390 points acquis depuis le début de saison restera définitif en raison de sa blessure. Les places de six à dix sont occupées par Jacqueline Seifriedsberger, Evelyn Insam, Carina Vogt, Katja Požun et Lindsey Van.

### Étapes au Japon: Sapporo et Zao
Hormis l'équipe du Japon qui engage ses sauteuses du « groupe national » pour un effectif total de neuf, beaucoup de nations n'engagent qu'un nombre réduit de sportives au Japon : les Américaines sont quatre à Sapporo puis Zao, les Italiennes quatre également, mais uniquement à Sapporo, les Norvégiennes sont trois à Sapporo, puis Line Jahr sera seule à Zao, les Françaises ont l'effectif habituel de trois mais seulement à Sapporo, les Tchèques ne font pas le déplacement... L'effectif total est de 41 sauteuses pour les épreuves des 2 et 3 février 2013 sur le tremplin olympique HS 100 de Miyanomori, et de seulement 33 sauteuses pour les épreuves des 9 et 10 février 2013 sur le tremplin HS 100 de Yamagata.

#### Sapporo: le vent perturbe les concours

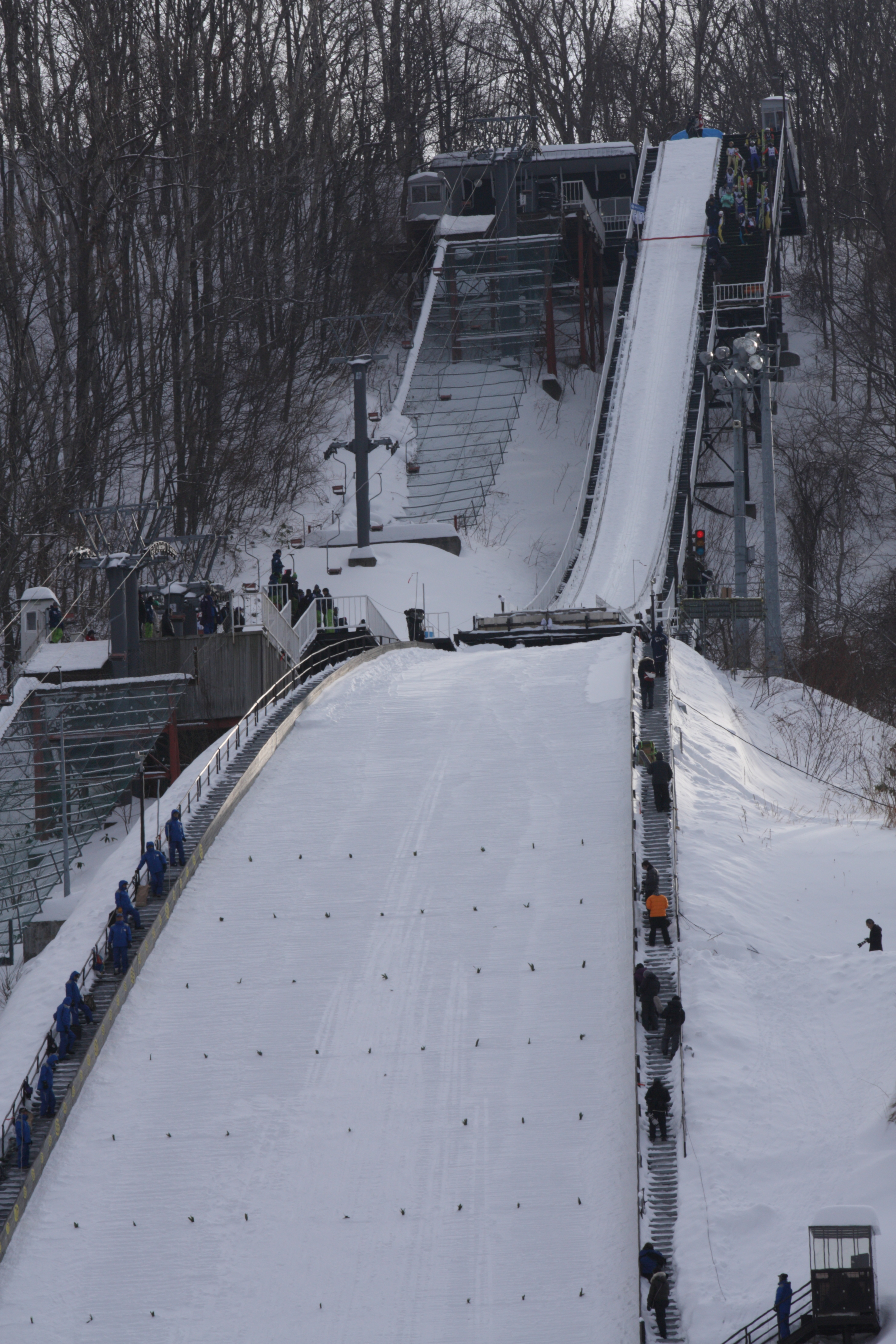
Le tremplin de Miyanomori à Sapporo.

Les difficiles conditions de temps, et en particulier de vent, ont conduit à l'annulation du saut d'essai préalable au concours du samedi 2 février. La première manche est également perturbée par le vent changeant, obligeant à de nombreuses interruptions ; la deuxième manche est d'ailleurs annulée pour préserver la sécurité des sauteuses, validant comme définitif le résultat de la première manche. Avec 97,5 mètres, mais sans faire de télémark, le plus long saut est réalisé par Elena Runggaldier, mais elle termine cinquième du fait des compensations de barre d'élan, de vent, et des notes de style. C'est Coline Mattel qui gagne ce concours, le deuxième de sa carrière, à plus de huit points devant Jacqueline Seifriesberger, et Anette Sagen prend la troisième place. Eva Logar prend la quatrième place, première Slovème et fait son meilleur résultat de la saison. La favorite Sara Takanashi, subit les conditions difficiles et termine à la douzième place, son plus mauvais résultat de sa saison 2013 ; Sarah Hendrickson également subit le vent changeant et prend la septième place ; elle perd la deuxième place provisoire de la Coupe au profit de Mattel.
Le lendemain, avec des conditions de vent également changeantes, mais permettant malgré tout de disputer un saut d'essai et deux sauts de concours, c'est Jacqueline Seifreidsberger qui gagne son premier concours de Coupe du monde, avec les meilleurs sauts de chaque manche, devant Sagen puis Hendrickson. Špela Rogelj est quatrième, c'est alors son meilleur résultat en Coupe du monde, Takanashi et Mattel se partagent la cinquième place ex æquo, remontant respectivement des neuvièmes et huitièmes places de la première manche. La deuxième Slovène Urša Bogataj est septième, alors également à sa meilleure place en Coupe du monde.

#### Zao: les deux concours le même jour
Les essais du vendredi sont annulés à cause du vent ; le concours du samedi 9 février 2013 débute après un saut d’entraînement et un saut d'essai, mais la manche est annulée et reportée après plusieurs interruptions dues au vent ; la manche commence à nouveau, mais elle est définitivement annulée dès les premiers sauts, et le concours est reporté au lendemain,. Le dimanche 10 février 2013, les deux concours se déroulent successivement : Sara Takanashi réalise non seulement le meilleur saut d'entraînement, mais aussi les meilleurs sauts des quatre manches suivantes : elle gagne les deux concours, et ne laisse aucune chance à ses rivales Jacqueline Seifriedsberger deuxième les deux fois, Carina Vogt (troisième puis quatrième), Sarah Hendrickson (quatrième puis troisième), Jessica Jerome (cinquième puis sixième), Špela Rogelj (sixième du premier concours), Urša Bogataj (cinquième du deuxième concours, sa meilleure place en Coupe du monde), Van (septième puis huitième)...
Sara Takanashi porte son avance en tête de la Coupe à 230 points sur Sarah Hendrickson ; Jacqueline Seifriedsberger s'empare de la troisième place provisoire, en l’absence de Coline Mattel et Anette Sagen, désormais quatrième et cinquième. Carina Vogt arrive à la sixième place, Iraschko à la septième, puis Katja Požun et Evelyn Insam ex æquo à la huitième, et Lindsey Van est dixième.

### Ljubno, étape slovène
Le tremplin Logarska dolina de 95 mètres à Ljubno est le plus petit de la saison 2013 de Coupe du monde féminine ; il est néanmoins exigeant, avec une piste d'élan très pentue et une table d'envol courte. Quarante-deux sauteuses s'y affrontent les 16 et 17 février 2013, dont les favorites Sarah Hendrickson et surtout Sara Takanashi qui effectuent les meilleurs sauts aux entraînement du vendredi 15 février. L'équipe slovène, avec notamment Katja Pozun, Spela Rogelj et Ursa Bogataj sont également parmi les meilleurs sauteuses des entraînements, ainsi que Jessica Jerome.
Lors du concours du samedi, devant plusieurs milliers de spectateurs enthousiastes, Sara Takanashi une fois de plus réalise les deux meilleurs sauts ; elle est suivie par Sarah Hendrickson et Coline Mattel qui se disputent la deuxième place, à l'avantage d'Hendrickson.
Le dimanche 17 février 2013, devant encore plus de spectateurs, le concours est un des plus beaux de la saison. Pour la quatrième fois consécutive, Sara Takanashi est imbattable, et gagne avec plus de vingt points d'avance, sur Coline Mattel. La troisième est Sarah Hendrickson, (5e puis 2e), et la quatrième Katja Pozun, alors qu'elle pointait à la deuxième place à l'issue de la première manche. Les Slovènes, dans leur pays, sont six parmi les treize premières, avec Rogelj 6e, Tepes 8e, Bogataj 9e, Vtic 11e et Logar 13e.
Avec ces 100 points supplémentaires Sara Takanashi ne peut être rejointe au classement général, elle est déjà virtuellement en possession du globe de cristal, qui lui sera effectivement remis à Oslo lors de la finale. Elle est suivie au classement par Sarah Hendrickson puis Coline Mattel qui dépasse Jacqueline Seifriedsberger.

### Dernières épreuves: Norvège
Les derniers concours de l'hiver 2014 ont lieu en Norvège, d’abord à sur le tremplin de Granåsen HS 105 de Trondheim. Ensuite, pour la première fois en Coupe du monde, les sauteuses se mesurent sur un « gros tremplin » : la finale a lieu sur le Holmenkollbakken, le tremplin HS 134 d'Oslo.

## Classement général

### Points attribué à chaque compétition
| Place  | 1er | 2e | 3e | 4e | 5e | 6e | 7e | 8e | 9e | 10e | 11e | 12e | 13e | 14e | 15e | 16e | 17e | 18e | 19e | 20e | 21e | 22e | 23e | 24e | 25e | 26e | 27e | 28e | 29e | 30e |
| ------ | --- | -- | -- | -- | -- | -- | -- | -- | -- | --- | --- | --- | --- | --- | --- | --- | --- | --- | --- | --- | --- | --- | --- | --- | --- | --- | --- | --- | --- | --- |
| Points | 100 | 80 | 60 | 50 | 45 | 40 | 36 | 32 | 29 | 26  | 24  | 22  | 20  | 18  | 16  | 15  | 14  | 13  | 12  | 11  | 10  | 9   | 8   | 7   | 6   | 5   | 4   | 3   | 2   | 1   |

### Classements

#### Hommes
| Rang | Nom                   | Points |
| ---- | --------------------- | ------ |
| 1    | Gregor Schlierenzauer | 1620   |
| 2    | Anders Bardal         | 999    |
| 3    | Kamil Stoch           | 953    |
| 4    | Severin Freund        | 923    |
| 5    | Anders Jacobsen       | 878    |
| 6    | Robert Kranjec        | 802    |
| 7    | Peter Prevc           | 744    |
| 8    | Richard Freitag       | 736    |
| 9    | Michael Neumayer      | 678    |
| 10   | Jan Matura            | 631    |

#### Femmes
Classement 2013 complet après les 16 épreuves :
| Rang | Nom                        | Points |
| ---- | -------------------------- | ------ |
| 1    | Sara Takanashi             | 1297   |
| 2    | Sarah Hendrickson          | 1047   |
| 3    | Coline Mattel              | 823    |
| 4    | Jacqueline Seifriedsberger | 817    |
| 5    | Anette Sagen               | 612    |
| 6    | Katja Požun                | 499    |
| 7    | Carina Vogt                | 481    |
| 8    | Lindsey Van                | 432    |
| 9    | Jessica Jerome             | 432    |
| 10   | Daniela Iraschko           | 390    |
| 11   | Špela Rogelj               | 387    |
| 12   | Evelyn Insam               | 373    |
| 13   | Line Jahr                  | 348    |
| 14   | Urša Bogataj               | 338    |
| 15   | Eva Logar                  | 284    |
| 16   | Maja Vtič                  | 244    |
| 17   | Anja Tepes                 | 228    |
| 18   | Yūki Itō                   | 210    |
| 19   | Atsuko Tanaka              | 208    |

| Rang | Nom                 | Points |
| ---- | ------------------- | ------ |
| 20   | Elena Runggaldier   | 205    |
| 21   | Abby Hughes         | 160    |
| 22   | Katharina Althaus   | 141    |
| 23   | Maren Lundby        | 133    |
| 24   | Léa Lemare          | 122    |
| 25   | Melanie Faisst      | 111    |
| 26   | Alexandra Pretorius | 105    |
| 27   | Alissa Johnson      | 99     |
| 28   | Wendy Vuik          | 91     |
| 29   | Julia Clair         | 88     |
| 29   | Misaki Shigeno      | 88     |
| 31   | Yurika Hirayama     | 79     |
| 32   | Svenja Wuerth       | 78     |
| 33   | Ulrike Graessler    | 71     |
| 33   | Bigna Windmueller   | 71     |
| 35   | Taylor Henrich      | 61     |
| 36   | Qi Liu              | 52     |
| 37   | Julia Kykkaenen     | 47     |

| Rang | Nom                   | Points |
| ---- | --------------------- | ------ |
| 38   | Ramona Straub         | 40     |
| 39   | Michaela Doleželová   | 37     |
| 40   | Ayumi Watase          | 30     |
| 41   | Irina Avvakumova      | 28     |
| 42   | Anastasiya Gladysheva | 23     |
| 42   | Roberta D'Agostina    | 23     |
| 44   | Juliane Seyfarth      | 22     |
| 45   | Yurina Yamada         | 21     |
| 46   | Ayuka Takeda          | 16     |
| 47   | Seiko Koasa           | 12     |
| 48   | Barbara Klinec        | 11     |
| 49   | Anna Haefele          | 8      |
| 50   | Sonja Schoitsch       | 6      |
| 50   | Manuela Malsiner      | 6      |
| 50   | Chiara Hoelzl         | 6      |
| 53   | Gyda Enger            | 4      |
| 54   | Aki Matsuhashi        | 1      |
| 54   | Yoshiko Kasai         | 1      |

## Calendrier

### Hommes
| Date                                                                  | Lieu                                            | Épreuve                                         | Vainqueur                                                                           | Deuxième                                                                                 | Troisième                                                                           |
| --------------------------------------------------------------------- | ----------------------------------------------- | ----------------------------------------------- | ----------------------------------------------------------------------------------- | ---------------------------------------------------------------------------------------- | ----------------------------------------------------------------------------------- |
| 24 novembre 2012                                                      | Lillehammer                                     | HS100                                           | Severin Freund                                                                      | Thomas Morgenstern                                                                       | Anders Bardal                                                                       |
| 25 novembre 2012                                                      | Lillehammer                                     | HS138                                           | Gregor Schlierenzauer                                                               | Anders Fannemel                                                                          | Thomas Morgenstern                                                                  |
| 30 novembre 2012                                                      | Kuusamo                                         | Team HS142                                      | Allemagne - Andreas Wellinger - Michael Neumayer - Richard Freitag - Severin Freund | Autriche - Wolfgang Loitzl - Manuel Fettner - Gregor Schlierenzauer - Thomas Morgenstern | Slovénie - Robert Kranjec - Jurij Tepes - Jaka Hvala - Peter Prevc                  |
| 1er décembre 2012                                                     | Kuusamo                                         | HS142                                           | Severin Freund                                                                      | Dimitry Vassiliev                                                                        | Simon Ammann                                                                        |
| 8 décembre 2012                                                       | Sotchi                                          | HS95                                            | Gregor Schlierenzauer                                                               | Severin Freund                                                                           | Andreas Kofler                                                                      |
| 9 décembre 2012                                                       | Sotchi                                          | HS95                                            | Andreas Kofler                                                                      | Richard Freitag                                                                          | Andreas Wellinger                                                                   |
| 15 décembre 2012                                                      | Engelberg                                       | HS137                                           | Andreas Kofler                                                                      | Kamil Stoch                                                                              | Gregor Schlierenzauer                                                               |
| 16 décembre 2012                                                      | Engelberg                                       | HS137                                           | Gregor Schlierenzauer                                                               | Andreas Kofler                                                                           | Andreas Wellinger                                                                   |
| 61e Tournée des quatre tremplins (30 décembre 2012 au 6 janvier 2013) |                                                 |                                                 |                                                                                     |                                                                                          |                                                                                     |
| 30 décembre 2012                                                      | Oberstdorf                                      | HS137                                           | Anders Jacobsen                                                                     | Gregor Schlierenzauer                                                                    | Severin Freund                                                                      |
| 1er janvier 2013                                                      | Garmisch                                        | HS140                                           | Anders Jacobsen                                                                     | Gregor Schlierenzauer                                                                    | Anders Bardal                                                                       |
| 4 janvier 2013                                                        | Innsbruck                                       | HS130                                           | Gregor Schlierenzauer                                                               | Kamil Stoch                                                                              | Anders Bardal                                                                       |
| 6 janvier 2013                                                        | Bischofshofen                                   | HS140                                           | Gregor Schlierenzauer                                                               | Anders Jacobsen                                                                          | Stefan Kraft                                                                        |
| Classement final - Tournée des quatre tremplins                       | Classement final - Tournée des quatre tremplins | Classement final - Tournée des quatre tremplins | Gregor Schlierenzauer                                                               | Anders Jacobsen                                                                          | Tom Hilde                                                                           |
| Fin de la Tournée des quatre tremplins                                |                                                 |                                                 |                                                                                     |                                                                                          |                                                                                     |
| 9 janvier 2013                                                        | Wisła                                           | HS134                                           | Anders Bardal                                                                       | Richard Freitag                                                                          | Rune Velta                                                                          |
| 11 janvier 2013                                                       | Zakopane                                        | Team HS134                                      | Slovénie - Jurij Tepes - Robert Kranjec - Jaka Hvala - Peter Prevc                  | Pologne - Piotr Zyla - Maciej Kot - Krzysztof Mietus - Kamil Stoch                       | Autriche - Wolfgang Loitzl - Andreas Kofler - Thomas Morgenstern - Stefan Kraft     |
| 12 janvier 2013                                                       | Zakopane                                        | HS134                                           | Anders Jacobsen                                                                     | Anders Bardal                                                                            | Kamil Stoch                                                                         |
| 19 janvier 2013                                                       | Sapporo                                         | HS134                                           | Jan Matura                                                                          | Tom Hilde                                                                                | Robert Kranjec                                                                      |
| 20 janvier 2013                                                       | Sapporo                                         | HS134                                           | Jan Matura                                                                          | Robert Kranjec                                                                           | Andreas Wank                                                                        |
| 26 janvier 2013                                                       | Vikersund                                       | HS225                                           | Gregor Schlierenzauer                                                               | Simon Ammann                                                                             | Robert Kranjec                                                                      |
| 27 janvier 2013                                                       | Vikersund                                       | HS225                                           | Robert Kranjec                                                                      | Michael Neumayer                                                                         | Gregor Schlierenzauer                                                               |
| 3 février 2013                                                        | Harrachov                                       | HS205                                           | Gregor Schlierenzauer                                                               | Robert Kranjec                                                                           | Jan Matura                                                                          |
| 3 février 2013                                                        | Harrachov                                       | HS205                                           | Gregor Schlierenzauer                                                               | Jan Matura                                                                               | Jurij Tepes                                                                         |
| 9 février 2013                                                        | Willingen                                       | Team HS145                                      | Slovénie - Jurij Tepes - Jaka Hvala - Peter Prevc - Robert Kranjec                  | Norvège - Rune Velta - Tom Hilde - Anders Bardal - Anders Jacobsen                       | Allemagne - Michael Neumayer - Richard Freitag - Andreas Wellinger - Severin Freund |
| 13 février 2013                                                       | Klingenthal                                     | HS140                                           | Jaka Hvala                                                                          | Taku Takeuchi                                                                            | Gregor Schlierenzauer                                                               |
| 16 février 2013                                                       | Oberstdorf                                      | HS213                                           | Richard Freitag                                                                     | Andreas Stjernen                                                                         | Gregor Schlierenzauer                                                               |
| 17 février 2013                                                       | Oberstdorf                                      | Team HS213                                      | Norvège - Anders Jacobsen - Tom Hilde - Anders Bardal - Andreas Stjernen            | Autriche - Stefan Kraft - Wolfgang Loitzl - Martin Koch - Gregor Schlierenzauer          | Slovénie - Robert Kranjec - Jurij Tepes - Jaka Hvala - Peter Prevc                  |
| Championnats du monde de ski nordique (20 février au 3 mars 2013)     |                                                 |                                                 |                                                                                     |                                                                                          |                                                                                     |
| 9 mars 2013                                                           | Lahti                                           | Team HS130                                      | Allemagne - Andreas Wank - Michael Neumayer - Severin Freund - Richard Freitag      | Norvège - Rune Velta - Andreas Stjernen - Anders Jacobsen - Anders Bardal                | Pologne - Maciej Kot - Piotr Zyla - Krzysztof Mietus - Kamil Stoch                  |
| 10 mars 2013                                                          | Lahti                                           | HS130                                           | Richard Freitag                                                                     | Anders Bardal                                                                            | Anders Jacobsen                                                                     |
| 12 mars 2013                                                          | Kuopio                                          | HS127                                           | Kamil Stoch                                                                         | Daiki Ito                                                                                | Severin Freund                                                                      |
| 15 mars 2013                                                          | Trondheim                                       | HS140                                           | Kamil Stoch                                                                         | Richard Freitag                                                                          | Daiki Ito                                                                           |
| 17 mars 2013                                                          | Oslo                                            | HS134                                           | Piotr Zyla Gregor Schlierenzauer                                                    |                                                                                          | Robert Kranjec                                                                      |
| 22 mars 2013                                                          | Planica                                         | HS215                                           | Gregor Schlierenzauer                                                               | Peter Prevc                                                                              | Piotr Zyla                                                                          |
| 23 mars 2013                                                          | Planica                                         | Team HS215                                      | Slovénie - Robert Kranjec - Jurij Tepes - Andraz Pograjc - Peter Prevc              | Norvège - Rune Velta - Kim Rene Elverum Sorsell - Anders Bardal - Andreas Stjernen       | Autriche - Stefan Kraft - Wolfgang Loitzl - Martin Koch - Gregor Schlierenzauer     |
| 24 mars 2013                                                          | Planica                                         | HS215                                           | Jurij Tepes                                                                         | Rune Velta                                                                               | Peter Prevc                                                                         |

### Femmes
Source calendrier : FIS.
| Date                                                                         | Lieu               | Épreuve | Vainqueur                      | Deuxième                   | Troisième                                   | Leader de la Coupe du monde      |
| 24 novembre 2012                                                             | Lillehammer        | HS100   | Sara Takanashi                 | Sarah Hendrickson          | Anette Sagen                                | Sara Takanashi                   |
| 8 décembre 2012                                                              | Sotchi             | HS95    | Sarah Hendrickson              | Sara Takanashi             | Anette Sagen                                | Sara Takanashi Sarah Hendrickson |
| 9 décembre 2012                                                              | Sotchi             | HS95    | Daniela Iraschko Coline Mattel |                            | Sara Takanashi                              | Sara Takanashi                   |
| 14 décembre 2012                                                             | Ramsau             | HS98    | Sara Takanashi                 | Coline Mattel              | Daniela Iraschko                            | Sara Takanashi                   |
| 5 janvier 2013                                                               | Schonach-Schönwald | HS106   | Sara Takanashi                 | Evelyn Insam               | Daniela Iraschko Jacqueline Seifriedsberger | Sara Takanashi                   |
| 6 janvier 2013                                                               | Schonach-Schönwald | HS106   | Anette Sagen                   | Daniela Iraschko           | Coline Mattel                               | Sara Takanashi                   |
| 12 janvier 2013                                                              | Hinterzarten       | HS108   | Sarah Hendrickson              | Sara Takanashi             | Coline Mattel                               | Sara Takanashi                   |
| 13 janvier 2013                                                              | Hinterzarten       | HS108   | Sara Takanashi                 | Sarah Hendrickson          | Jacqueline Seifriedsberger                  | Sara Takanashi                   |
| Championnats du monde junior de saut à ski (20 au 27 janvier 2013) à Liberec |                    |         |                                |                            |                                             |                                  |
| 2 février 2013                                                               | Sapporo            | HS100   | Coline Mattel                  | Jacqueline Seifriedsberger | Anette Sagen                                | Sara Takanashi                   |
| 3 février 2013                                                               | Sapporo            | HS100   | Jacqueline Seifriedsberger     | Anette Sagen               | Sarah Hendrickson                           | Sara Takanashi                   |
| 9 février 2013                                                               | Zao                | HS100   | Sara Takanashi                 | Jacqueline Seifriedsberger | Carina Vogt                                 | Sara Takanashi                   |
| 10 février 2013                                                              | Zao                | HS100   | Sara Takanashi                 | Jacqueline Seifriedsberger | Sarah Hendrickson                           | Sara Takanashi                   |
| 16 février 2013                                                              | Ljubno             | HS95    | Sara Takanashi                 | Sarah Hendrickson          | Coline Mattel                               | Sara Takanashi                   |
| 17 février 2013                                                              | Ljubno             | HS95    | Sara Takanashi                 | Coline Mattel              | Sarah Hendrickson                           | Sara Takanashi                   |
| Championnats du monde de ski nordique (20 février au 3 mars 2013)            |                    |         |                                |                            |                                             |                                  |
| 15 mars 2013                                                                 | Trondheim          | HS105   | Sarah Hendrickson              | Sara Takanashi             | Jacqueline Seifriedsberger                  | Sara Takanashi                   |
| 17 mars 2013                                                                 | Oslo               | HS134   | Sarah Hendrickson              | Sara Takanashi             | Jacqueline Seifriedsberger                  | Sara Takanashi                   |